# Kietrz
Kietrz (udtale: [kʲɛtʂ], tjekkisk: Ketř; schlesisk: Ketrz) er en by  i den sydøstlige del af voivodskabet Opole i det sydlige Polen.  Byen  har 5.638(2021) indbyggere og et areal på 	18,87 km².  Den  er en del af powiatet (amt) Głubczyce.

## Geografi
Byen Kietrz ligger i den sydlige del af Øvre Schlesien, omkring 20 kilometer sydøst for distriktsbyen Głubczyce (Leobschütz) og 80 kilometer syd for voivodskabets hovedstad Opole (Oppeln). En kilometer sydøst for byen ligger grænsen til Tjekkiet med grænseovergangen Kietrz-Třebom. En kilometer øst for byen ligger grænsen til voivodskabet Schlesien. Stedet ligger på det Schlesiske lavland (Nizina Śląska) ved den lille flod Troy.

## Historie
Ved et vadested nær nutidens by,  findes meget tidlige spor efter bebyggelse langs gamle handelsruter. Landet var et transitområde for rejsende fra de romerske Donau-provinser og det nordlige Europa. Området var oprindelig beboet af Vandal-stammen. Efter deres afrejse under folkevandringen  i det 6. århundrede og senere, fra omkring 1250, indvandrede tyske kolonister, hvorpå området tilhørte Margrevskabet Mähren. Den første dokumenterede omtale af bebyggelsen på dette sted går tilbage til det 11. århundrede.
Kong Ottokar 2. skænkede området til sin loyale Bruno vonSchauenburg, biskop af Olomouc, som tak for deltagelse og støtte i korstoget i 1255 mod de oprørske hedenske gammelpreussere. 
Under Anden Verdenskrig, i 1941 oprettede Nazi-Tyskland Stalag 338 og Stalag 348 krigsfangelejre for polske og Franske krigsfanger, som dog hurtigt blev flyttet til henholdsvis Kryvyi Rih og Rzeszów. Fra 1942 til 1945 drev tyskerne en Polenlager tvangsarbejdslejr  for polakker i byen. I januar 1945 passerede en tysk gennemført dødsmarch af fanger fra Auschwitz koncentrationslejr og dens underlejre gennem byen.